# Dalí nu
Dalí nu (Titre complet : Dalí nu, contemplant cinq corps réguliers métamorphosés en corpuscules dans lesquels apparaissent discrètement la Léda de Léonard chromosomotisée par le visage de Gala) est une huile sur toile surréaliste du peintre catalan Salvador Dalí réalisée en 1954 et conservée dans une collection particulière.
La toile fait partie du « mysticisme corpusculaire » de Dalí, basée sur les réflexions du peintre sur la physique atomique et ses implications métaphysiques. Dalí y représente des images composites faites de multiples corpuscules sphériques, coniques et pyramidaux.

## Description
Sur la toile, on note en premier plan Salvador Dalí, le peintre, nu et agenouillé sur la plage de Portlligat. Un coquillage censure ses parties génitales. Dalí semble contempler la scène qui se déroule devant lui. La Léda de Leonard de Vinci, représentée par Gala — comme dans sa toile Galatée aux sphères —, apparait entourée d'autres sphères d'autres couleurs flottant autour d'elle. Dalí s'agenouille devant la scène.
La mer est représentée comme une peau qui flotte sur le sable. Dalí charge sa main d'eau. Un chien au pelage ressemblant plus à celui d'une vache qu'à un dalmatien dort devant le peintre. Au-dessus de l'apparition de Léda flotte une construction qui peut être interprétée comme une coupole qui explose (Tête Raphaélesque éclatée).
Le peintre commenta la toile ainsi :

« La matière constamment soumise à un processus de dématérialisation, de désintégration à travers lequel se manifeste la spiritualité de toutes les substances. »